# Eshnunna
Eshnunna era una città-stato sumerica nella Bassa Mesopotamia, nei pressi dell'odierna Ba'quba. Anche se situata nella valle di Diyala, a nord-est del territorio di Sumer propriamente detto, la città si trovò sicuramente sotto l'influenza della cultura sumerica. I resti dell'antica città sono oggi preservati nel monticello di Tell Asmar, scavato da una missione americana guidata da Henri Frankfort negli anni Trenta.

## Storia

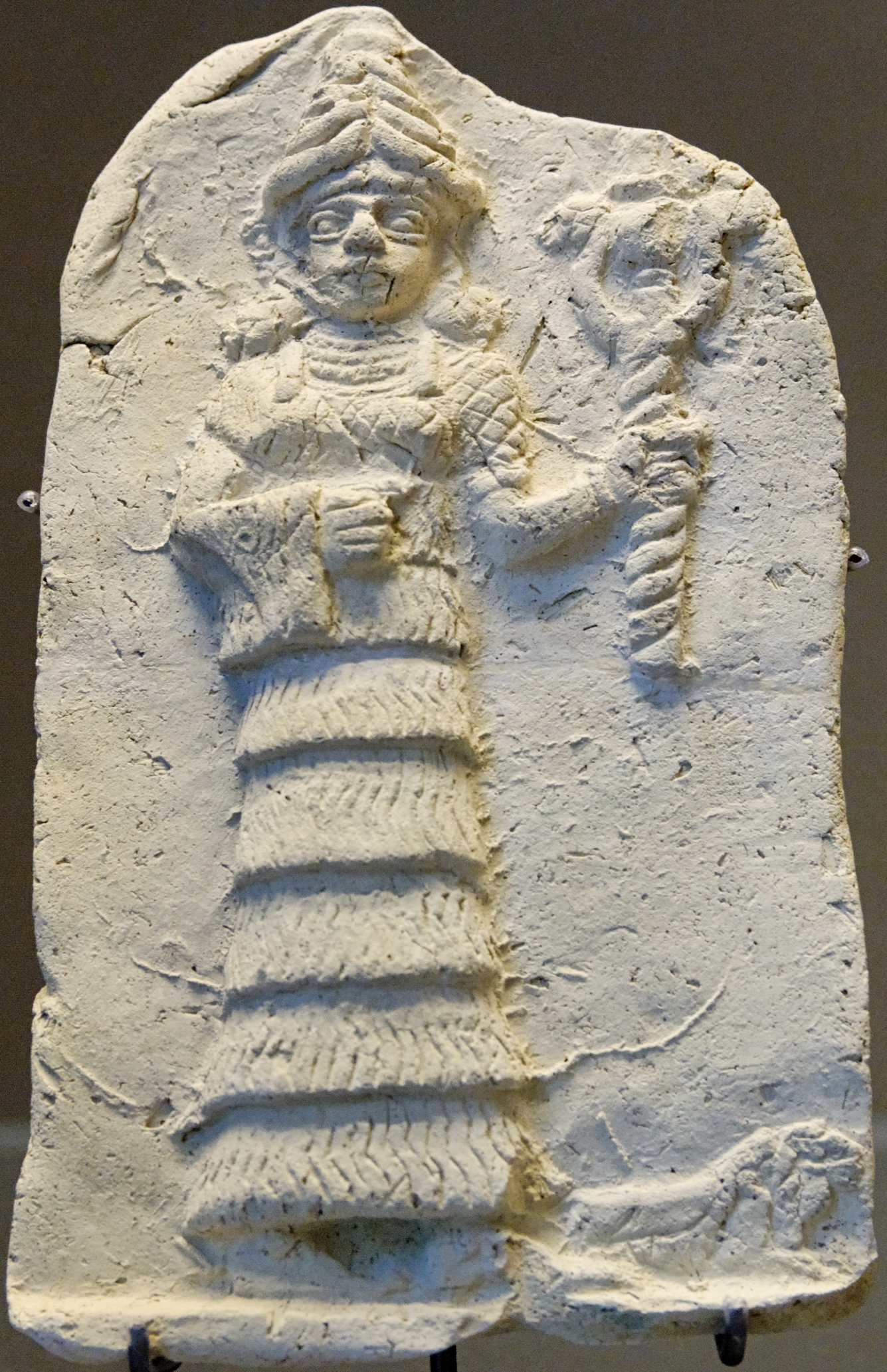
Ishtar armata, rilievo in terracotta, inizio secondo millennio a.C., proveniente da Eshnunna.

Occupata fin dal Periodo protodinastico, Eshnunna si ritrovò poi sotto il potere della Terza dinastia di Ur, prima di ottenere una breve egemonia politica dopo il declino e la caduta della città di Ur - nei primi due secoli del secondo millennio a.C. A quel tempo, Eshnunna rappresentava ancora il centro di una comunità indipendente di notevole grandezza ed influenza.
Grazie al controllo di lucrativi itinerari commerciali, Eshnunna divenne luogo di scambio fra la mesopotamia e l'altopiano iranico. Questa sua posizione favorì il commercio di merci esotiche e molto ricercate come cavalli, rame e altri metalli preziosi.
La città fu infine conquistata da Hammurabi, sovrano di Babilonia, e assorbita all'interno dell'impero babilonese. Da quel momento in poi, il nome della città è citato sempre più raramente dalle fonti testuali cuneiformi, indizio di un probabile declino cui seguì la definitiva scomparsa. Vi sono evidenze secondo le quali, nel 1755 a.C. circa, appena quattro anni dopo la conquista babilonese, l'intera città sia stata devastata da una terribile inondazione.